# Вончукхан

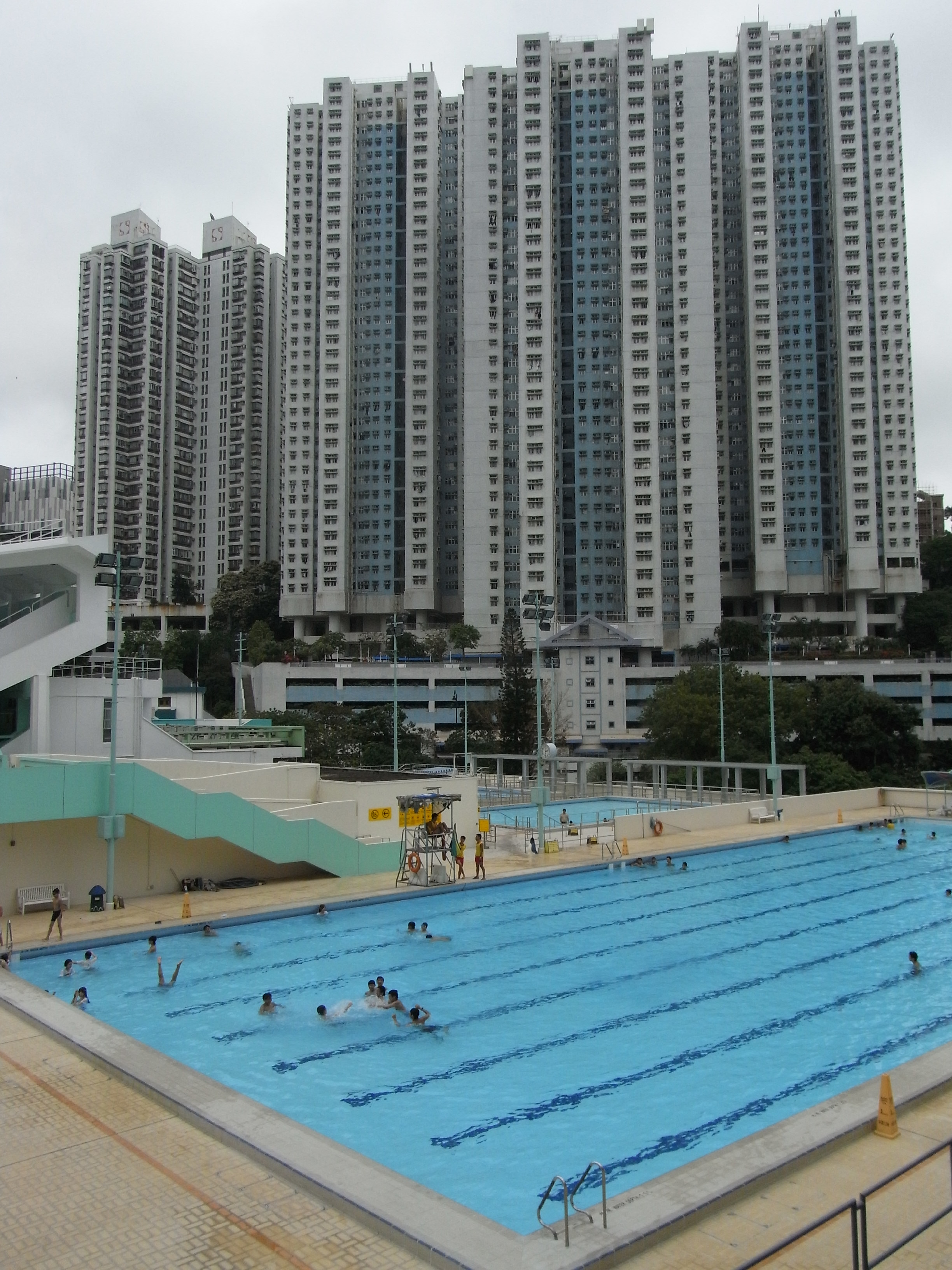
Жилой комплекс South Wave Court

Вончукхан (Wong Chuk Hang, 黃竹坑) — гонконгский район, входящий в состав округа Южный. Расположен на юго-западном побережье острова Гонконг.

## География
На севере Вончукхан граничит с районом Абердин, на северо-востоке — с районом Дип-Уотер-Бэй, на востоке омывается водами залива Дип-уотер-бэй, на западе — водами залива Тайшувань. Напротив западного побережья полуострова Вончукхан находится остров Аплэйчау.

## Религия
В районе Вончукхан расположен храм Тайвонъе.

## Экономика
Основу экономики района составляет открытый в 1977 году Гонконгский океанский парк (Ocean Park Hong Kong, 香港海洋公園). Он является одним из двух самых популярных развлекательных парков Гонконга (наряду с Диснейлендом) и горой Намлоншань (Намлонсань) делится на две части — Оушн-парк Уотерфронт и Оушн-парк Саммит. В парке расположены аттракционы, океанариум, аквариумы, зоопарк, обзорная башня, рестораны, кафе и магазины сувениров, действуют различные шоу-программы. В 2013 году Океанский парк посетило почти 7,5 млн человек.
Кроме того, на севере район граничит с офисно-промышленной зоной Вончукхан. В районе расположено несколько высотных жилых комплексов, например South Wave Court (1995 год), Broadview Court (2001 год) и Marinella, несколько супермаркетов, продовольственный рынок на Намлоншань-роуд.

## Транспорт

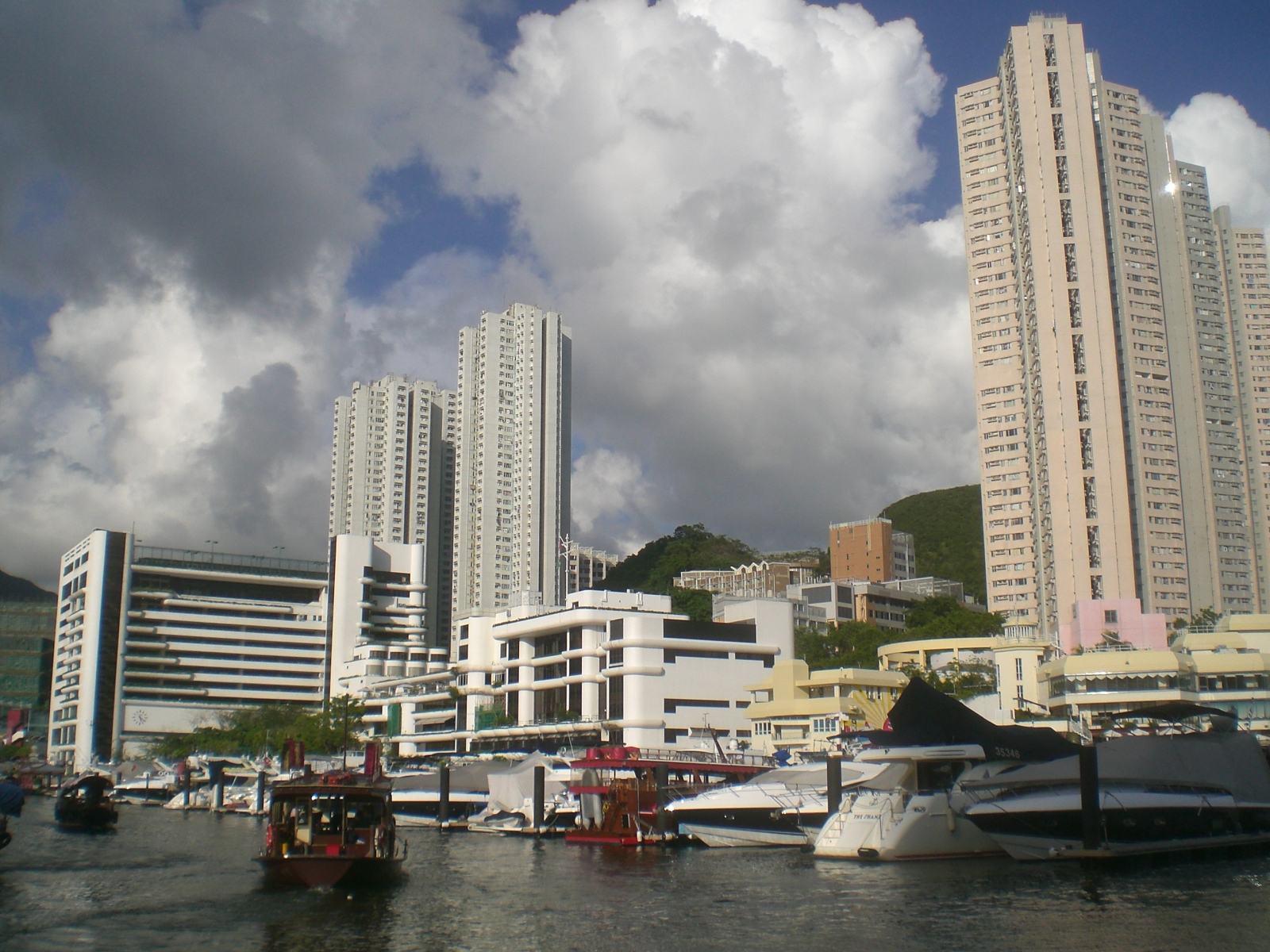
Абердин-марина-клаб

Через район пролегает сеть автобусных маршрутов (в том числе и микроавтобусов). Имеется несколько стоянок такси. Строятся станции метро Вончукхан и Оушн-парк на линии Саут-Айленд (строительство станции и депо Вончукхан ведётся на месте снесённого в 2007 году жилого комплекса Wong Chuk Hang Estate). На побережье расположен Абердин-марина-клаб и несколько паромных причалов.  
Над северо-западной частью района Вончукхан проходит мост, соединяющий Абердин и остров Аплэйчау. Две части Океанского парка соединены между собой канатной дорогой и фуникулёром Оушн Экспресс. Из-за значительных перепадов высот в парке работает второй по величине в Гонконге наружный эскалатор.

## Административные функции
На побережье залива расположена Абердинская база морской полиции.

## Культура и образование

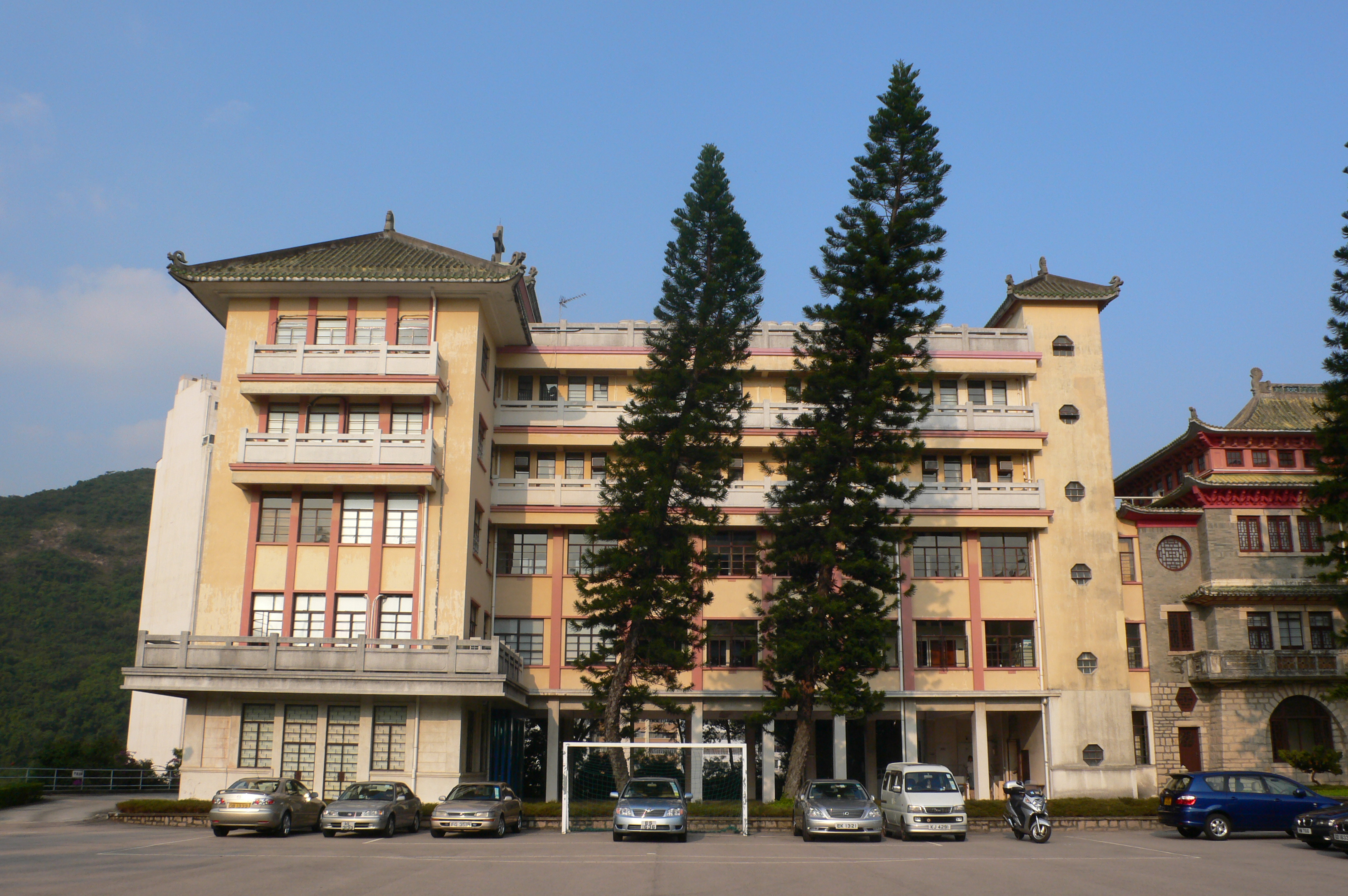
Семинария Святого духа

В районе базируются Гонконгский полицейский колледж с большой тренировочной базой, Сингапурская международная школа и Канадская международная школа, католическая семинария Святого духа, Шанхайская академия Виктория, школа Мэрикоув.

## Здравоохранение
В Вончукхан находятся больница Намлон, реабилитационный комплекс Жокей-клуба, раковый реабилитационный центр Жокей-клуба и Гонконгский центр ухода за несовершеннолетними.

## Спорт
В районе расположены спортцентр Абердин-марина-клаб (хоккей, коньки, йога, тайцзи, плавание и дзюдо), плавательный бассейн Паоюэкон, гольф-клуб Гонконг-кантри-клаб.